# Еловка (Тюменская область)
Еловка — село в Викуловском районе Тюменской области России. Входит в состав Ермаковского сельского поселения.

## География
Село находится в восточной части Тюменской области, в таёжной зоне, в пределах юго-западной части Западно-Сибирской низменности, к югу от реки Тенис (приток Ишима), на расстоянии примерно 47 км (по прямой) к северо-востоку от села Викулово, административного центра района. Абсолютная высота — 82 м над уровнем моря.
Климат
Климат континентальный с суровой холодной зимой. Годовое количество осадков — 417 мм. Средняя температура января составляет −18,9 °C, июля — +18 °C. Продолжительность периода с устойчивым снежным покровом — 161 день.
Часовой пояс
Село Еловка, как и вся Тюменская область, находится в часовой зоне МСК+2. Смещение применяемого времени относительно UTC составляет +5:00.

## История
В 1926 году в посёлке Еловочка имелось 69 хозяйств и проживало 440 человек (208 мужчин и 232 женщины). В административном отношении входил в состав Ермаковского сельсовета Викуловского района Ишимского округа Уральской области.

## Население
| 2010 |
| ---- |
| 46   |

Гендерный состав
По данным Всероссийской переписи населения 2010 года, в гендерной структуре населения мужчины составляли 45,7 %, женщины — соответственно 54,3 %.
Национальный состав
Согласно результатам переписи 2002 года, в национальной структуре населения русские составляли 100 % из 87 чел.

## Улицы
Уличная сеть села состоит из двух улиц (ул. Октябрьская и ул. Советская).